# كلوروكين
كلوروكين (بالإنجليزية: Chloroquine)‏ هو دواء يستخدم للوقاية من الملاريا وعلاجها في المناطق التي يُعرف أن الملاريا حساسة لآثاره فيها. مع ذلك فعادة تتطلب أنواع معينة من الملاريا، والسلالات المقاومة، والحالات المعقدة أدوية مختلفة أو إضافية. في بعض الأحيان يتم استخدامه لداء الأميبات الذي يحدث خارج الأمعاء والتهاب المفاصل الروماتويدي والذئبة الحمامية. يؤخذ الدواء عن طريق الفم.
تشمل الآثار الجانبية الشائعة مشاكل العضلات وفقدان الشهية والإسهال والطفح الجلدي. تشمل الآثار الجانبية الخطيرة مشاكل في الرؤية وتلف العضلات والنوبات وانخفاض مستويات خلايا الدم. يعتقد أن الدواء آمن للاستخدام أثناء الحمل. الكلوروكين هو عضو في فئة الأدوية 4-أمينوكينولين. ويعمل ضد الطور اللاجنسي للملاريا داخل خلايا الدم الحمراء.
تم اكتشاف الكلوروكين في عام 1934 من قبل هانز أندرساج. وهو مدرج في قائمة الأدوية الأساسية النموذجية لمنظمة الصحة العالمية، وهي الأدوية اللازمة في النظام الصحي التي تعتبر الأكثر أمانًا وفعالية. وهو متاح كدواء مكافئ. تبلغ تكلفة الجملة في العالم النامي حوالي 0.04 دولار أمريكي تقريبا. بينما في الولايات المتحدة، يكلف الدواء حوالي 5.30 دولار أمريكي لكل جرعة.

## طرق الاستعمال
يؤخذ هذا الدواء عن طريق الفم، وفي حال حدوث اضطرابات حادة مرافقة، يمكن إعطاء الدواء للمريض عن طريق الحقن. يعطى دواء الكلوروكين بجرعة مخفضة، ويُتناول الدواء لمدة تمتد من أسبوع واحد وحتى 6 أسابيع.

## آثار جانبية
تشمل الآثار الجانبية المحتملة عدم وضوح الرؤية والغثيان والقيء وتشنجات البطن والصداع والإسهال وتورم الساقين/الكاحلين وضيق التنفس وشحوب الأظافر/الجلد وضعف العضلات وتسهيل الكدمات/النزيف ومشاكل سمعية وعقلية.
- حركات غير مرغوب فيها/غير منضبطة (بما في ذلك ارتعاش اللسان والوجه)[11]
- الصمم أو الطنين.
- الغثيان والقيء والإسهال وتشنجات البطن[12]
- صداع الرأس.
- التغييرات العقلية / المزاجية (مثل الارتباك، وتغييرات الشخصية، والأفكار/السلوك غير المعتاد، والاكتئاب، والشعور بالمراقبة، والهلوسة)
- علامات العدوى الخطيرة (مثل الحمى، قشعريرة شديدة، التهاب الحلق المستمر)
- حكة في الجلد وتغيرات في لون الجلد وفقدان الشعر وطفح جلدي.[13]
  - الحكة التي يسببها الكلوروكين شائعة جدًا بين الأفارقة السود (70٪)، ولكنها أقل شيوعًا في الأعراق الأخرى. تزداد مع تقدم العمر، وهي شديدة لدرجة قد تدعو للتوقف عن الامتثال للعلاج بالعقاقير. تزداد أثناء حمى الملاريا. ترتبط شدتها بمدى وجود طفيل الملاريا في الدم. تشير بعض الأدلة إلى أن لها أساسًا جينيًا.[14]
- طعم معدني غير سار
  - يمكن تجنب ذلك عن طريق تركيبات معينة مثل المستحلبات المتعددة.[15]
- اعتلال الشبكية
- تغييرات تخطيط القلب الكهربائي[16]
  - يتجلى هذا إما كاضطرابات توصيل أو اعتلال عضلة القلب - غالبًا مع تضخم، وخلل فسيولوجي، وفشل القلب الاحتقاني. قد تكون التغييرات لا رجعة فيها. تم الإبلاغ عن حالتين فقط تتطلبان زراعة القلب، مما يشير إلى أن هذا الخطر منخفض للغاية.
- قلة الكريات الشاملة، وفقر الدم اللاتنسجي، ندرة المحببات، قلة الصفائح الدموية، قلة الخلايا المتعادلة.[17]

### الحمل
لم يثبت أن للكلوروكين أي آثار ضارة على الجنين عند استخدامه للوقاية من الملاريا. تفرز كميات صغيرة من الكلوروكين في حليب الثدي لدى النساء المرضعات. ومع ذلك، يمكن وصف هذا الدواء بأمان للرضع، والآثار ليست ضارة. تظهر الدراسات التي أجريت على الفئران أن الكلوروكين المشع يمر عبر المشيمة بسرعة ويتراكم في عيون الجنين وبقي موجودا بعد خمسة أشهر من تطهير الدواء من بقية الجسم. لا تزال النساء الحوامل أو اللواتي يخططن للحمل ينصحن بعدم السفر إلى المناطق المعرضة لخطر الإصابة بالملاريا.

### كبار السن
لا توجد أدلة كافية لتحديد ما إذا كان الكلوروكين آمنًا ليتم إعطاؤه للأشخاص الذين تبلغ أعمارهم 65 عامًا أو أكثر. ومع ذلك، يتم التعامل مع الدواء عن طريق الكلى لذا، يجب مراقبة السمية بعناية عند الأشخاص الذين يعانون من ضعف وظائف الكلى.

## الأبحاث

### مرض فيروس كورونا 2019
في أواخر يناير 2020 خلال جائحة فيروس كورونا 2019-2020، ذكر باحثون طبيون صينيون أن الأبحاث الاستكشافية بشأن الكلوروكوين ودوائين أخرين، ريميديسيفير ولوبينافير/ريتونافير، يبدو أن لها «تأثيرات مثبطة جيدة إلى حد ما» على فيروس كورونا المرتبط بالمتلازمة التنفسية الحادة الشديدة النوع 2، وهو الفيروس الذي يسبب مرض فيروس كورونا 2019. تم تقديم طلبات لبدء الاختبار السريري. كان الكلوروكين قد اقترح أيضا كعلاج للمتلازمة التنفسية الحادة الوخيمة، حيث أثبتت الاختبارات في المختبر تثبيطه لفيروس سارس النوع 1. ومع ذلك، فإن حالة واحدة على الأقل من التداوي الذاتي بالكلوروكين لكوفيد-19 قد تسببت في الوفاة، وذكر مركز نيجيريا للسيطرة على الأمراض أن مثل هذا التداوي الذاتي «سيسبب ضررًا ويمكن أن يؤدي إلى الوفاة».
أوصت السلطات الصحية الصينية والكورية الجنوبية والإيطالية بالكلوروكين لعلاج مرض فيروس كورونا 2019. حذرت هذه الوكالات من مضادات استطباب للأشخاص الذين يعانون من أمراض القلب أو مرض السكري. ثبت أن كل من الكلوروكين والهيدروكسي كلوروكين يثبطان سارس- كوف 2 في المختبر، ولكن خلصت دراسة أخرى إلى أن هيدروكسي كلوروكوين أكثر فعالية من الكلوروكين، وأكثر سلامة. أشارت النتائج الأولية للتجربة إلى أن الكلوروكين فعال وآمن في التهاب الرئة المرتبط بـ COVID-19، «حيث حسن نتائج تصوير الرئة، وعزز التحول السلبي للفيروسات، وقصر فترة المرض.» مع ذلك، تسبب التطبيب الذاتي بالكلوروكين في وفاة واحدة معروفة.

### فيروسات أخرى
في أكتوبر 2004، قامت مجموعة من الباحثين في معهد ريجا للأبحاث الطبية بنشر تقرير حول الكلوروكين، مشيرين إلى أن الكلوروكين يعمل كمثبط فعال لتكاثر فيروس كورونا المرتبط بالمتلازمة التنفسية الحادة الشديدة النوع 1 (SARS- CoV) في المختبر.
تم النظر في الكلوروكين في عام 2003 في النماذج ما قبل السريرية كعامل محتمل ضد حمى الشيكونغونيا.

### أبحاث أخرى
بدأت استغلال خصائص التحسس الإشعاعي والتحسس الكيميائي للكلوروكين في استراتيجيات مكافحة السرطان في البشر. في الطب الحيوي، يستخدم الكلوروكين للتجارب في المختبر لمنع التحلل الليزوزومي لمنتجات البروتين.

## الفعالية
يتم امتصاص الدواء بسرعة وفعالية كبيرة، فيقوم بالقضاء على أعراض المرض في غضون ثلاثة أيام.
قد لا يكون الكلوروكين ذو فعالية في بعض المناطق من العالم، إذ قد تطورت في مناطق معينة القدرة على مقاومة مفعوله. ويستخدم الهيدروكسي كلوروكوين (Hydroxychloroquine)، وهو أحد مشتقات الكلوروكين، لمعالجة أمراض المناعة الذاتية.

## وصلات خارجية
- Chloroquine Anti-HIV action
- Chloroquine and imatinib